# Володинське
Воло́динське (рос. Володинское) — село у складі Комишловського району Свердловської області. Входить до складу Обуховського сільського поселення.
Населення — 155 осіб (2010, 147 у 2002).
Національний склад станом на 2002 рік: росіяни — 94 %.